# Rio do Pires
Rio do Pires is een gemeente in de Braziliaanse deelstaat Bahia. De gemeente telt 11.612 inwoners (schatting 2009).